# Nombre de Dios
Nombre de Dios là một đô thị thuộc bang Durango, México. Năm 2005, dân số của đô thị này là 17318 người.